# Kołpaczek mierzwiowy

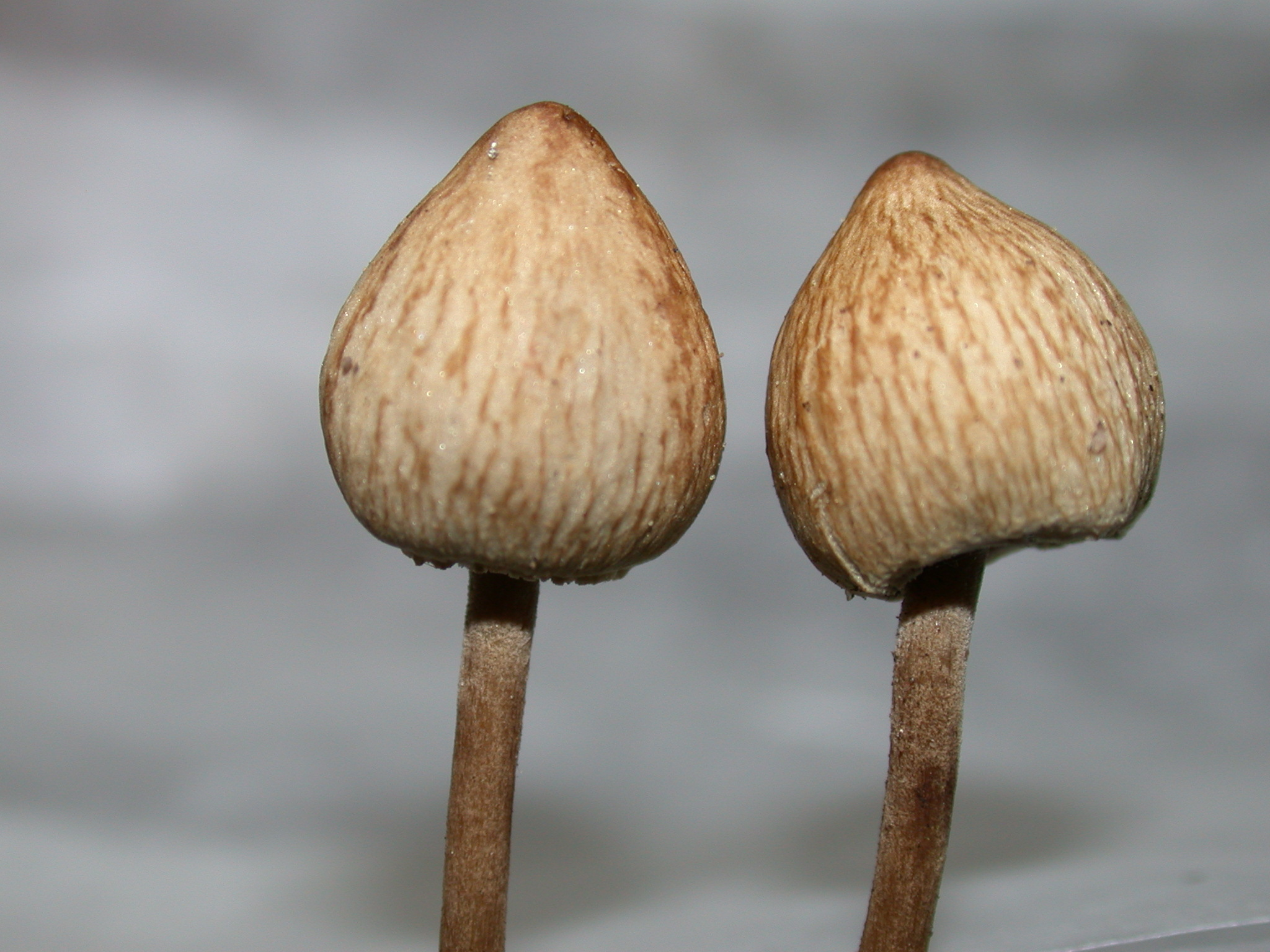

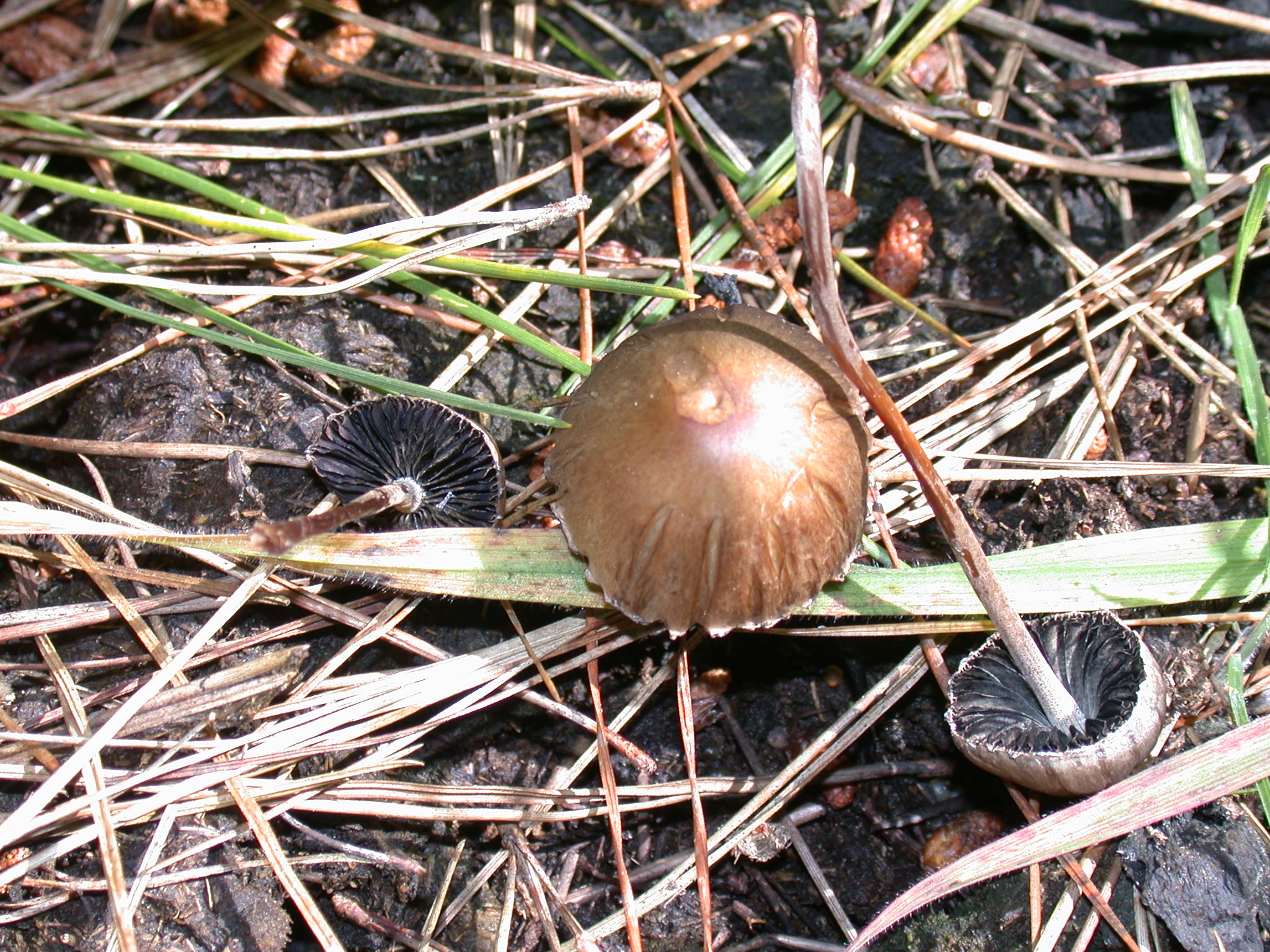

Kołpaczek mierzwiowy, kołpaczek motylkowaty (Panaeolus papilionaceus (Bull.) Quél) – gatunek grzybów z rzędu pieczarkowców.

## Systematyka i nazewnictwo
Pozycja w klasyfikacji według Index Fungorum: Panaeolus, Incertae sedis, Agaricales, Agaricomycetidae, Agaricomycetes, Agaricomycotina, Basidiomycota, Fungi.
Po raz pierwszy takson ten zdiagnozował w 1781 r. Jean Baptiste Bulliard nadając mu nazwę Agaricus papilonaceus. Obecną, uznaną przez Index Fungorum nazwę nadał mu w 1872 r. Lucien Quélet.
Synonimów naukowych ma 35:
Nazwę polską zaproponował Władysław Wojewoda w 2003 r. W polskim piśmiennictwie mykologicznym gatunek ten opisywany był też jako bedłka mierzwiowa, pajęczak mierzwiowy, kołpaczek motylkowaty, belka motylkowata.

## Morfologia
Kapelusz
Średnica 1–5 cm, kształt stożkowato-dzwonkowaty, nieznacznie higrofaniczny; ciemny, brązowoszary do gliniastego. Szczyt zaostrzony do zaokrąglonego. Brzeg obwieszony białawymi ząbkami osłony. Skórka sucha, gładka do siatkowato pomarszczonej.
Blaszki
Za młodu szare, wkrótce czarne i z jaśniejszym kłaczkowatym ostrzem.
Trzon
Wysokość 5–11 cm, grubość 2–3 mm, walcowaty, w środku pusty, łamliwy. Powierzchnia gładka, oszroniona na szczycie. U młodych owocników ma barwę szarą.
Wysyp zarodników
Czarny. Zarodniki widziane z boku charakterystycznie podłużnie sześciokątne, gładkie, o średnicy 15–18 × 10–12 × 8–9,5 µm.
Gatunki podobne
- kołpaczek ostrowierzchołkowy (Panaeolus acuminatus) – ma kapelusz i trzon o barwie ciemnoczerwonobrązowej[5],
- kołpaczek oliwkowy (Panaeolus olivaceus) – ma kapelusz o odcieniu oliwkowym, silnie higrofaniczny[5].

## Występowanie i siedlisko
Jest szeroko rozprzestrzeniony: poza Antarktydą występuje na wszystkich kontynentach, a także na wielu wyspach. W Polsce gatunek rzadki. Znajduje się na Czerwonej liście roślin i grzybów Polski. Ma status R – potencjalnie zagrożony z powodu ograniczonego zasięgu geograficznego i małych obszarów siedliskowych. Znajduje się na listach gatunków zagrożonych także w Austrii i Niemczech.
Saprotrof, grzyb koprofilny. Rośnie od maja do października, na nawozie bydlęcym, na nawożonych łąkach, pojedynczo lub gromadnie. Preferuje miejsca zacienione.